# Echipa națională de rugby a Italiei
Echipa națională de rugby a Italiei reprezintă Italia în meciurile internaționale de rugby, Italia fiind una dintre națiunile majore din rugby-ul internațional.
Azzuri participă anual împreună cu echipele naționale de rugby ale Angliei, Franței, Irlandei, Scoției și a Țării Galilor la Turneul celor Șase Națiuni, principala competiție anuală de rugbi internațional din emisfera de nord. Italia este cea mai recentă echipă invitată să participe la turneu, alăturându-se celorlalte 5 națiuni din anul 2000. Până acum nu a reușit să câștige nici o ediție, cea mai bună clasare fiind cea din anul 2007 când s-au clasat pe locul 4 cu 2 victorii. Au participat la toate edițiile Campionatului Mondial de Rugby cea mai bună participare fiind cea de la ediția din 2003 când a reușit obținerea a două victorii în faza grupelor.